# Dodsworth
Dodsworth (bra: Fogo de Outono; prt: Veneno Europeu) é um filme norte-americano de 1936, do gênero drama romântico, dirigido por William Wyler com roteiro de Sidney Howard baseado em sua peça Dodsworth, por sua vez uma adaptação do romance homônimo de Sinclair Lewis.

## Produção
Um dos filmes mais maduros e adultos da Hollywood daqueles dias, Dodsworth trata dos problemas conjugais da meia-idade e ao mesmo tempo mostra como era a mentalidade da classe média do interior dos EUA.
Uma aula de narração cinematográfica, Dodsworth foi a primeira obra-prima de Wyler e uma das produções de maior classe de Samuel Goldwyn, além de ter sido a primeira parceria entre ambos. Não foi o grande sucesso que Goldwyn esperava -- as plateias da época não estavam preparadas para tanta seriedade --,  mas foi devidamente reconhecido pela Academia, que lhe concedeu sete indicações ao Oscar, inclusive as de Melhor Filme, Melhor Diretor e Melhor Ator. No fim, levou a estatueta de Melhor Direção de Arte, entregue a Richard Day pela segunda vez consecutiva (ele vencera no ano anterior por The Dark Angel).
O roteiro, também lembrado pela Academia, não é baseado diretamente no romance de Sinclair Lewis, publicado em 1929, mas, sim, na adaptação que o roteirista Sidney Howard fizera para o teatro em 1934.
Walter Huston, que atuara na peça, reprisou o papel do self-made man Sam Dodsworth. Sua fútil esposa Fran é vivida por Ruth Chatterton, que se despediu de Hollywood. Por outro lado, o filme marca a estreia de John Payne em um pequeno papel.
Segundo Ken Wlaschin, este é um dos dez melhores filmes da carreira de Mary Astor, que interpreta uma viúva com quem o personagem-título se envolve.

## Sinopse
Sam Dodsworth, aposentado após enriquecer no comércio de automóveis, e sua esposa Fran, que sente a juventude escorrer-lhe entre os dedos, partem para a Europa em segunda lua de mel. Durante a viagem, ela tenta reviver os bons tempos em flertes inconsequentes, enquanto ele se apaixona pela viúva Edith Cortright, que parece entendê-lo melhor que ninguém.

## Prêmios e indicações
| Patrocinador                        | Prêmio      | Categoria | Situação |
| ----------------------------------- | ----------- | --- | --- |
| Academia                            | Oscar       | Melhor Filme Melhor Diretor Melhor Ator (Walter Huston) Melhor Atriz Coadjuvante (Maria Ouspenskaya) Melhor Roteiro Adaptado Melhor Direção de Arte Melhor Mixagem de Som | Indicado Vencedor Indicado |
| New York Film Critics Circle Awards | NYFCC Award | Melhor Filme Melhor Diretor Melhor Ator (Walter Huston) Melhor Atriz (Ruth Chatterton)                                                                                    | Terceiro lugar[carece de fontes?] Terceiro lugar[carece de fontes?] Vencedor[carece de fontes?] Segundo lugar[carece de fontes?] |

- Film Daily: Dez Melhores Filmes de 1936[carece de fontes?]
- The New York Times: Dez Melhores Filmes de 1936[carece de fontes?]

## Elenco
| Ator/Atriz        | Personagem               |
| ----------------- | ------------------------ |
| Walter Huston     | Sam Dodsworth            |
| Ruth Chatterton   | Fran Dodsworth           |
| Paul Lukas        | Arnold Iselin            |
| Mary Astor        | Edith Cortright          |
| Kathryn Marlowe   | Emily Dodsworth McKee    |
| David Niven       | Capitão Clyde Lockert    |
| Gregory Gaye      | Barão Kurt Von Obersdorf |
| Maria Ouspenskaya | Baronesa Von Obersdorf   |
| Odette Myrtil     | Renée De Penable         |
| John Payne        | Harry McKee              |
| Spring Byington   | Matey Pearson            |
| Harlan Briggs     | Tubby Pearson            |